# تیموتی ریزن
تیموتی ریزن (انگلیسی: Timothy Raison؛ زاده ۳ نوامبر ۱۹۲۹ – درگذشته ۳ نوامبر ۲۰۱۱) پدیدآور، سیاستمدار حزب محافظه‌کار، روزنامه‌نگار و نویسنده اهل بریتانیا بود.
وی همچنین برندهٔ جوایزی همچون جایزه پناهندگان نانسن شده‌است.

## پیشینه
ریزن اولین کار خود را به عنوان روزنامه‌نگار آغاز کرد، اولین کار در روزنامه تصویر پست (که پدرش، ماکس ریزن، مدیر عامل آن بود) آغاز کرد، و سپس به هفته‌نامه علمی بین‌المللی نیوساینتیست پیوست. در حالی که در نیوساینتیست، کار می‌کرد همزمان در، ژورنال گروه بو (گروه راست میانی در حزب محافظه‌کار) را ویرایش کرد. در سال ۱۹۶۰ او جایزه پناهندگان نانسن را دریافت کرد که همه ساله توسط کمیساریای عالی سازمان ملل متحد برای پناهندگان برای به رسمیت شناختن خدمات برجسته‌ای که صرف پناهندگان می‌شود اهدا می‌کند. او از سال ۱۹۶۲ تا ۱۹۶۸ ادیتور مجله علوم اجتماعی بود و از سال ۱۹۷۰ تا زمان بازنشستگی‌اش در سال ۱۹۹۲ به عنوان نماینده پارلمان انگلستان انتخاب شد. او به عنوان وزیر آموزش و پرورش نوجوانان (۱۹۷۳–۱۹۷۴) خدمت کرد. ریزن در سال ۱۹۷۹ تا ۱۹۸۳ به عنوان وزیر کشور خدمت کرد، و در آن زمان وزیر امور داخلی ویلیام وایتلاو بود. ریزن همچنین وزیر امور خارجه در توسعه بین‌المللی بین سال‌های (۱۹۸۳–۱۹۸۶) بود.